# Dawson Mercer
Dawson Mercer (né le 27 octobre 2001 à Bay Roberts, dans la province du Terre-Neuve-et-Labrador au Canada) est un joueur professionnel canadien de hockey sur glace. Il évolue au poste de centre.

## Biographie

### Carrière junior
En juin 2017, il est choisi au premier tour, en 8e position, par les Voltigeurs de Drummondville, lors du repêchage d'entrée de la LHJMQ. Il connaît un bon départ dans les rangs juniors québécois avec une récolte de 26 points (dont 11 buts) à ses 61 premiers matchs dans la ligue. La saison suivante, il s'établit comme un leader chez les Voltigeurs de Drummondville. Au début de 2020, il participe à son premier Championnat du monde junior avec l'équipe nationale canadienne. Il contribue à remporter la médaille d'or. Après cette victoire, le 6 janvier 2020, les Voltigeurs de Drummondville l'échange aux Saguenéens de Chicoutimi. En retour des services de Mercer, les Saguenéens cèdent l'attaquant William Dufour, trois choix de premier tour, deux choix de deuxième tour et un choix de quatrième tour.

### Carrière professionnelle
Il est choisi au premier tour, en 18e position par les Devils du New Jersey lors du repêchage d'entrée dans la LNH 2020. Le 24 décembre 2020, avant d'entreprendre le tournoi U-20 avec l'équipe nationale junior canadienne, il paraphe son premier contrat professionnel.
Le 15 octobre 2021, il joue son premier match dans la Ligue nationale de hockey avec les Devils face aux Blackhawks de Chicago et enregistre sa première assistance. Il marque son premier but face au Kraken de Seattle le 19 octobre 2021.

## Statistiques

### En club
| Saison     | Équipe                      | Ligue      |     | Saison régulière | Saison régulière | Saison régulière | Saison régulière | Saison régulière |   | Séries éliminatoires | Séries éliminatoires | Séries éliminatoires | Séries éliminatoires | Séries éliminatoires |
| Saison     | Équipe                      | Ligue      | PJ  | B                | A                | Pts              | Pun              | PJ               | B | A                    | Pts                  | Pun                  |                      |                      |
| 2017-2018  | Voltigeurs de Drummondville | LHJMQ      | 61  | 11               | 15               | 26               | 25               | 10               | 1 | 3                    | 4                    | 0                    |                      |                      |
| 2018-2019  | Voltigeurs de Drummondville | LHJMQ      | 68  | 30               | 34               | 64               | 50               | 16               | 5 | 11                   | 16                   | 8                    |                      |                      |
| 2019-2020  | Voltigeurs de Drummondville | LHJMQ      | 26  | 18               | 24               | 42               | 21               | -                | - | -                    | -                    | -                    |                      |                      |
| 2019-2020  | Saguenéens de Chicoutimi    | LHJMQ      | 16  | 6                | 12               | 18               | 4                | -                | - | -                    | -                    | -                    |                      |                      |
| 2020-2021  | Saguenéens de Chicoutimi    | LHJMQ      | 23  | 19               | 17               | 36               | 6                | 9                | 6 | 11                   | 17                   | 4                    |                      |                      |
| 2021-2022  | Devils du New Jersey        | LNH        | 82  | 17               | 25               | 42               | 28               | -                | - | -                    | -                    | -                    |                      |                      |
| 2022-2023  | Devils du New Jersey        | LNH        | 82  | 27               | 29               | 56               | 14               | 12               | 3 | 4                    | 7                    | 2                    |                      |                      |
| 2023-2024  | Devils du New Jersey        | LNH        | 82  | 20               | 13               | 33               | 29               | -                | - | -                    | -                    | -                    |                      |                      |
| Totaux LNH | Totaux LNH                  | Totaux LNH | 246 | 64               | 67               | 131              | 71               | 12               | 3 | 4                    | 7                    | 2                    |                      |                      |

### En équipe nationale
| Année | Équipe        | Compétition                 |    | PJ | B | A | Pts | Pun | +/-               |  | Résultat |
| 2020  | Canada junior | Championnat du monde junior | 7  | 0  | 0 | 0 | 0   | -1  | Médaille d'or     |  |          |
| 2021  | Canada junior | Championnat du monde junior | 7  | 2  | 4 | 6 | 2   | +7  | Médaille d'argent |  |          |
| 2022  | Canada        | Championnat du monde        | 10 | 0  | 5 | 5 | 0   | +5  | Médaille d'argent |  |          |
| 2024  | Canada        | Championnat du monde        | 9  | 3  | 1 | 4 | 4   | +3  | 4e place          |  |          |

## Trophées et honneurs personnels

### Ligue de hockey junior majeur du Québec
- 2020-2021 : 
  - remporte le trophée Guy-Carbonneau (meilleur attaquant défensif)
  - nommé dans la première équipe d'étoiles
  - remporte le trophée Frank-J.-Selke